# Firn

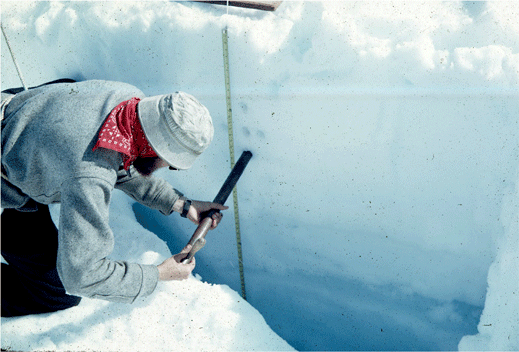
Amostra de superfície de uma geleira. Há um firn crescentemente mais denso entre a neve de superfície e o gelo de geleira azul

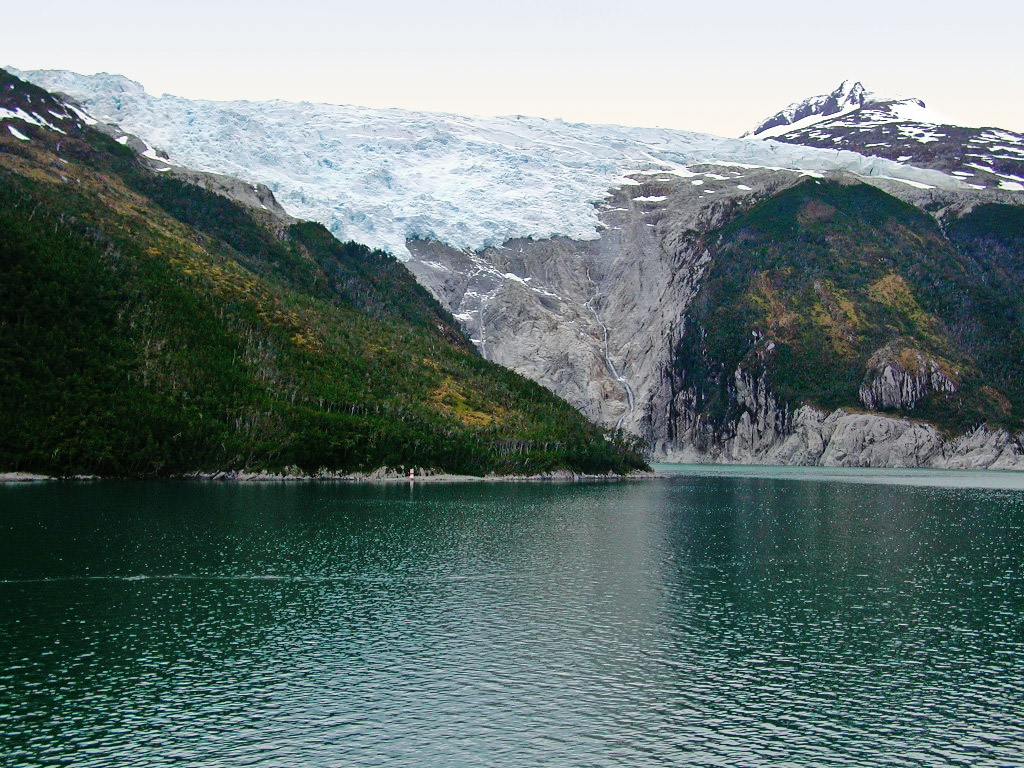
Canal de Beagle, 55°S

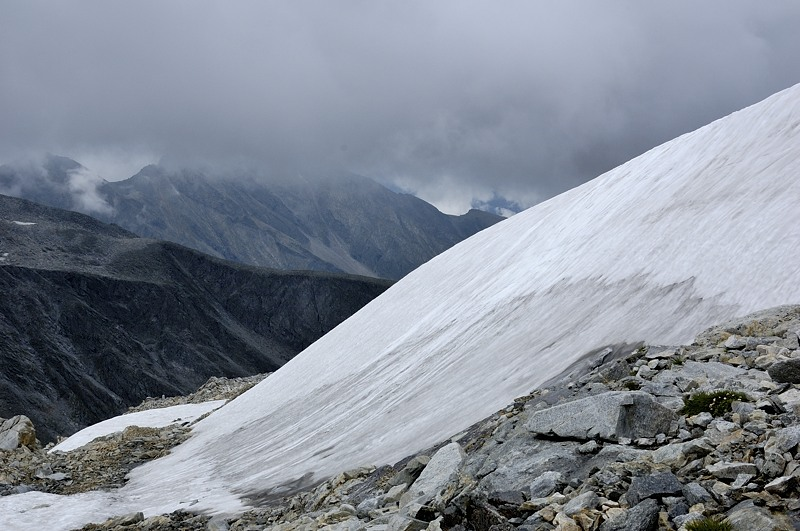
O campo de Firn no topo de Säuleck, Hohe Tauern

Firn ou neve firn (do alemão Firn com o mesmo significado, cognato com for; nevado, "neviza" em espanhol) é um tipo de neve parcialmente compactada, caída em estações anteriores e que ficou sujeita a recristalização até formar uma substância mais densa que a neve fresca. É gelo que está em um estado intermediário entre a neve e o gelo glacial, neve velha (entre 200 e 400 kg/ m3), firn (entre 400 e 800 kg/ m3) e gelo puro (916,7 kg/ m3, 0 °C). O firn tem o aspecto de açúcar úmido, com uma dureza que o faz extremamente resistente à escavação. Sua densidade geralmente varia de 550 kg/m³-830 kg/m³ e frequentemente pode ser encontrado sob a neve que se acumula na cabeça de uma geleira.
Os flocos de neve são comprimidos pelo peso da massa de neve que os cobre. Os cristais individuais que tenham temperatura próxima da de fusão são semi-líquidos, permitindo que deslizem sobre os seus planos cristalinos e preencham os espaços entre eles, aumentando a densidade do gelo. Onde os cristais se tocam ficam unidos entre si, empurrando o ar até à superfície ou prendendo-o em bolhas. 
Durante os meses de verão, a metamorfose dos cristais pode ocorrer mais rapidamente. No final do verão o resultado é a formação de firn. 
A altitude mínima à qual se acumula firn num glaciar designa-se limite do firn, linha do firn ou linha de neve.